# Габриел Алексиев
Габриел Алексиев e български католически духовник, капуцин,  германски богослов, философ и педагог.

## Биография
Роден на 4 юни 1929 г. в село Калъчлии, сега кв. „Генерал Николаево“ на  град Раковски. Едва 12-годишен, Дамян, както е рожденото му име, е изпратен да учи за свещеник в Северна Италия. През 1948 г. постъпва в ордена на капуцините. При ръкополагането си за свещеник в Рим през 1955 г. избира името Габриел.
След това започва докторат в Григорианския папски университет и на 6 март 1961 г. му е присъдена докторска степен с изследване, посветено на еклисиологията на българския академик Стефан Цанков. Изследването е на немски език. Свещеник е в Болцано. През 1965 г. част от дисертацията му е отпечатана от издателство Tipografia Italo-Orientale „S. Nilo“ Grottaferrata в Рим. Д-р Алексиев изпраща по пощата екземпляр от излязлата от печат своя работа до Св. Синод и лично до патриарх Кирил, но никога не е бил известен дали пратката е била получена. През 1967 г. излиза от печат неговата монография „Съвестта: представена за образовани миряни“. По-късно през 1968 г. в том І на Българския годишник, издаден от Българското академично дружество „Д-р Петър Берон” в Западна Германия се отпечатва обширно съчинение на д-р Алексиев, в което са изложени в детайли важни моменти от живота на акад. Цанков, като се започне от неговото рождение 1881 г. до кончината му през 1965 г.
В  началото на 1970-те години се отказва от сана си, но поемайки по нов път, запазва името Габриел. Установява се в Германия – в баварското градче Инцел, което е близо до границата с Австрия и до град Залцбург. В университета на този град той следва психология, социология и биология и защитава втория си докторат – по философия. В периода 1974 – 2000 г. преподава психология, педагогика и католическо религиознание в град Траунщайн, център на големия едноименен район. Преподава и теология в Мюнхенския университет. През 2002 г. издава монография със заглавие „Дефиниция на християнството: Признаци за нов синтез между природните науки и систематическо богословие“.
Умира на 27 ноември 2017 г. в Германия. Погребан е в гробищния парк в родното си място.